# 費氏骨鯿
費氏骨鯿（学名：Osteobrama feae）为輻鰭魚綱鯉形目鲤科骨鯿屬的其中一種，該物種主要分布於亞洲緬甸及中國，體長可達15公分，棲息在中底層水域。